# Jacqueline Saburido
Jacqueline Saburido (* 20. Dezember 1978 in Caracas, Venezuela; † 20. April 2019 in Guatemala) erhielt weltweite Beachtung, da sie sich seit einem Unfall als Opfer mit schwersten Verbrennungen medial wirksam gegen das Fahren unter Einfluss von Alkohol engagierte.

## Unfall
Am 19. September 1999 besuchte Saburido, eine Venezolanerin, die in den Vereinigten Staaten die englische Sprache studierte, eine Geburtstagsparty in der Nähe von Austin (Texas). Nach einiger Zeit beschlossen sie sowie ihre Freunde Laura Guerrero, Johan Daal und Johanna Gil sich auf den Heimweg zu machen und nutzten die Gelegenheit, bei einer weiteren Bekannten, Natalia Chpytchak Bennett, mitzufahren. Zur gleichen Zeit war Reginald Stephey, ein 18-jähriger Schüler der Highschool, ebenfalls auf dem Heimweg von einer Party, auf der er Bier getrunken hatte. In den Randbezirken von Austin kam es zu einem Unfall zwischen den Autos von Bennett und Stephey. Bei dem Zusammenstoß starben Guerrero und Bennett sofort, Gil und Daal erlitten leichtere Verletzungen. Der Wagen fing sofort Feuer und da Jacqueline Saburidos Füße eingeklemmt waren, konnte sie sich nicht befreien. Erst nachdem es Helfern gelungen war, das Feuer zu löschen, konnte sie befreit und in eine Spezialklinik für Feueropfer in Galveston geflogen werden.

## Nach dem Unfall
Entgegen den Erwartungen der behandelnden Ärzte überlebte Saburido mit Verbrennungen zweiten und dritten Grades an 60 % ihrer Haut. Jacqueline Saburido, die unter anderem Haare, Nase, Ohren und Lippen verlor, wurde seit dem Unfall über 120 Mal operiert und bemühte sich um eine komplette Gesichtstransplantation.
Reginald Stephey wurde im Juni 2001 zu zwei siebenjährigen Haftstrafen sowie zur Zahlung von 20.000 US$ verurteilt.
Jacqueline Saburido beschloss nach ihrem Unfall ein Engagement, um die Öffentlichkeit auf die Gefahren und Folgen von Fahren unter Alkoholeinfluss und den Gefahren vor unangepasstem Autofahren generell aufmerksam zu machen. So gestattete sie zum Beispiel die Fotoaufnahme ihres stark entstellten Gesichtes zur Verwendung in einer Fotokampagne. Es folgten unter anderem eine Zusammenarbeit mit dem Verkehrsministerium der Vereinigten Staaten, eine Dokumentation von Discovery Communications sowie zahlreiche TV-Auftritte weltweit, unter anderem in Shows wie The Oprah Winfrey Show. Hier traf Saburido auf die Mutter des Unfallverursachers. Nach der Sendung erklärte Winfrey, Saburido sei eine ihrer liebsten Gäste während ihrer gesamten Karriere gewesen, da diese trotz ihres Schicksals vor innerer Schönheit strahle.
In der Folge trafen sich Saburido und Stephey, während des Gespräches vergab ihm Saburido. Dieser erklärte danach:

„What sticks out in my mind is, 'Reggie, I don't hate you.' It's really touching someone can look you in the eyes and have that much compassion after all that I have caused.“

Stephey verbrachte die komplette Strafe im Gefängnis und wurde im Juni 2008 aus dem Staatsgefängnis Huntsville Unit entlassen, nachdem eine Bewährung 2005 abgelehnt worden war.
Aufgrund einer Krebserkrankung zog Saburido wegen der besseren medizinischen Versorgung mit ihrer Familie nach Guatemala. Dort verstarb sie am 20. April 2019. Sie wurde in Caracas begraben. Laut den Betreibern der Kampagne „Faces of Drunk Driving“ wurde Saburidos Schicksal bis zu ihrem Tode von 1 Mrd. Menschen wahrgenommen.